# کارخانه سیمان کرمان
کارخانه سیمان کرمان یک منطقهٔ مسکونی در ایران است که در دهستان اختیارآباد واقع شده‌است. کارخانه سیمان کرمان ۳۱ نفر جمعیت دارد.